# Frank Dukes
Frank Dukes, pseudonimo di Adam King Feeney (Toronto, 12 settembre 1983), è un produttore discografico e disc jockey statunitense.

## Biografia
Adam King Feeney è nato il 12 settembre 1983 a Toronto, Ontario, Canada. Ha iniziato a suonare per la prima volta durante le lezioni di pianoforte che fece quando aveva cinque anni; tuttavia, ha smesso di imparare il piano dopo tre anni a causa della perdita di interesse. In seguito ha imparato a suonare la chitarra, il basso e la batteria. Intorno ai 13 anni iniziò a interessarsi maggiormente alla musica e divenne un DJ. Nel 1999, all'età di 16 anni, Dukes, mentre era un DJ, iniziò a collezionare dischi degli anni '60 e '70, cercando di capire come fossero stati creati. Questa abitudine lo portò presto alla produzione discografica e nel 2000 comprò un Akai MPC. In precedenza, Dukes non aveva intenzione di diventare un musicista.

## Carriera
Dukes vendette il suo primo beat per 250 dollari ad un artista hip hop canadese chiamato General Too Smooth. Nel 2008, Dukes ebbe la sua prima versata da un artista famoso in quel periodo, il rapper americano Lloyd Banks, attraverso Mo Jointz, un manager di Toronto che lo rappresentava all'epoca. Dukes inviò alcuni dei suoi primi beat a Mo Jointz, il quale li mandò a Banks. Banks pagò Dukes circa 5.000 dollari per un beat, il quale è stato inserito nel brano Sooner or Later (Die 1 Day), nel terzo album in studio H.F.M. 2 (The Hunger for More 2) di Banks. Il campione utilizzato per la traccia Like Toy Soldiers di Eminem ha permesso a Dukes di risolvere i problemi di autorizzazione alla divulgazione del campione per quella canzone, il che ha dato a Dukes l'idea di comporre composizioni originali o campioni per altri produttori discografici da utilizzare nelle loro produzioni. Ha registrato i campioni con attrezzature vintage, trasformandoli in uno stile degli anni '60 e '70, confezionandoli in vari volumi per una raccolta intitolata "Kingsway Music Library", che vendette per uso commerciale con la garanzia dei suoi campioni garantiti. Questi campioni originali lo hanno portato a lavorare con produttori discografici come Boi-1da, Metro Boomin, Vinylz, DJ Dahi, Tae Beast e altri, i quali l'hanno portato a produrre per artisti di rilievo come Kanye West, Drake, Eminem, 50 Cent, Travis Scott, Danny Brown, Ghostface Killah, Jeremih, Tory Lanez, Rihanna e tanti altri.